# NGC 23
NGC 23 é uma galáxia espiral barrada (SBa) localizada na direcção da constelação de Pegasus. Possui uma declinação de +25° 55' 26" e uma ascensão recta de 0 horas, 09 minutos e 53,3 segundos.
A galáxia NGC 23 foi descoberta em 10 de Setembro de 1784 por William Herschel.